# 幽伯 (曹)
幽伯（ゆうはく）は、西周の諸侯である曹の第7代の君主（在位前835年 - 前826年）。姓は姫、名は彊。孝伯の子として生まれた。兄の夷伯の後をうけて曹国の君主となった。在位9年。